# Christoph Beck (Jazzmusiker)
Christoph Beck (* 3. Dezember 1986 in Engen) ist ein deutscher Jazzmusiker, Saxophonist, Komponist und Arrangeur.

## Werdegang
Beck studierte nach dem Abitur und seiner Wehrdienstzeit beim Heeresmusikkorps Ulm ab 2007 an der Hochschule für Musik und Darstellende Kunst Stuttgart Jazzsaxophon bei Bernd Konrad und Jazzkomposition bei Rainer Tempel; während dieses Bachelorstudiums, das er 2012 mit Bestnote abschloss, verbrachte er 2010 ein Auslandssemester an der Universität für Musik und darstellende Kunst Wien. Ein Masterstudium an der Hochschule für Musik Würzburg bei Hubert Winter absolvierte er von 2012 bis 2014. 
Er war Mitglied des Landesjugendjazzorchesters Baden-Württemberg unter der Leitung von Bernd Konrad sowie des Bundesjazzorchesters.
Beck leitet das Christoph Beck Quartet, das in der Reihe Jazz thing Next Generation der Jazz-Zeitschrift Jazz thing und des Labels Double Moon sein Debütalbum veröffentlichte und das Trio Tartaros mit Patrick Bebelaar und Bodek Janke. Außerdem ist er Co-Leader des Trios Das letzte Känguru (mit Sebastian Schuster und Felix Schrack). Des Weiteren konzertiert er regelmäßig mit diversen Ensembles der Jazz- und Popularmusik – so unter anderem mit der Tobias Becker Bigband, dem Slavko Benic Orkestr und der Eberhard Budziat Bigband.
Beck lebt und arbeitet in Stuttgart.

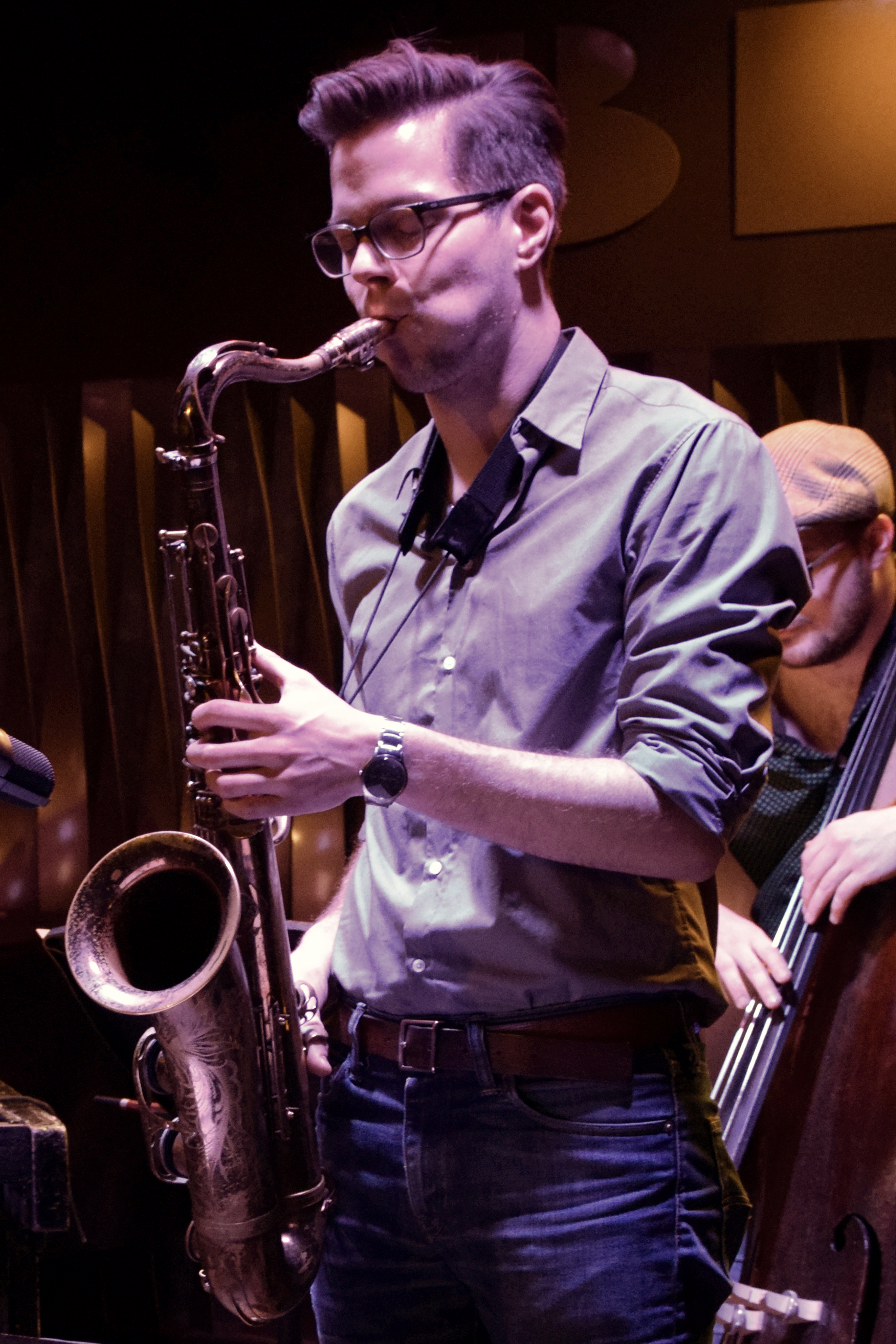
Christoph Beck bei einem Konzert im Jazzclub BIX Stuttgart (2017).

## Preise und Auszeichnungen
Beck erhielt 2009 den Young Lions Jazz Award des Lions Clubs Stuttgart-Killesberg und war 2010 Stipendiat der Baden-Württemberg Stiftung. Außerdem wurde er 2012 zum internationalen Jazztreffen Generations eingeladen und erhielt als Mitglied der Tobias Becker Bigband im Jahre 2013 den Vierteljahrespreis der Deutschen Schallplattenkritik.

## Diskografie (Auswahl)
- Eberhard Budziat Bigband Project: New Traditions, 2013 (scb-music)
- Das letzte Känguru: Absprung, 2014 (JazzHausMusik)
- Tobias Becker Bigband: Atomic B, 2016 (Neuklang)
- Das letzte Känguru feat. Michael Kiedaisch: Täuschung, 2017 (Unit Records)
- Christoph Beck Quartet: reflections, 2017 (Double Moon Records)
- Christoph Beck feat. Patrick Bebelaar & Bodek Janke: Tartaros, 2019 (dml records)
- Christoph Beck Quartet: Still Tryin‘, 2020 (Rosenau Records)